# Санон, Иссуф
Иссуф Санон (укр. Іссуф Санон; род. 30 октября 1999 года, Донецк, Украина) — украинский профессиональный баскетболист, играющий на позиции атакующего защитника.

## Биография
Санон родился в Донецке (Украина) в семье выходца из Буркина-Фасо и украинки. Иссуф начал увлекаться баскетболом в возрасте 7 лет, участвовал в Донецкой школьной баскетбольной лиге. 2 октября 2016 года дебютировал на профессиональном уровне в составе украинского клуба «Днепр» в Украинской баскетбольной суперлиге. В своём первом сезоне в профессионалах он в основном выступал за «Днепр-2» в Высшей Лиге. В сезоне 2017/18 годов Санон стал чаще выступать за основную команду, а 27 сентября 2017 года впервые сыграл в Еврокубке ФИБА. Всего за сезон он отыграл 13 игр в составе «Днепра», в среднем за игру набирая 2,4 очка и делая 1,2 передачи и 0,8 перехвата.
13 января 2018 года Санон подписал четырёхлетний контракт со словенским клубом «Олимпия». Его дебют в новой команде состоялся 21 января в матче против «Будучности». 4 апреля он объявил о желании выставить свою кандидатуру на драфт НБА 2018 года и по мнению аналитиков ESPN считался «хорошим выбором на будущее». На драфте Исууф был выбран во втором раунде под общим 44 номером клубом «Вашингтон Уизардс». Он принял участие в Летней лиге НБА за свою новую команду, однако позже вернулся обратно в Словению, чтобы продолжить развивать свои баскетбольные навыки и набираться опыта. 6 февраля 2020 года права на Санона были обменяны в «Нью-Йорк Никс», а 27 ноября — в «Хьюстон Рокетс».
5 июля 2024 года Санон подписал контракт с латвийским клубом ВЭФ, выступающим в Латвийско-эстонской баскетбольной лиге.

## Сборная Украины
Санон планировал выступать за сборную Украину в возрасте до 16 лет в 2015 году, однако из-за аппендицита был вынужден отказаться от участия. Он играл на чемпионате Европы среди юношей до 18 лет в Словакии. За семь игр чемпионата он в среднем за игру набирал 19,3 очка и делал 6,1 подбора и 2,7 передачи. Такое неожиданно-удачное выступление юного баскетболиста на международной арене привлекло к нему большое внимание специалистов и о нём заговорили как о претенденте на выбор на драфте НБА.

## Достижения
- Чемпион Словении: 2017/18
- Серебряный призёр Словении: 2018/19